# Улица Никитина (Калуга)
Улица Никитина — улица, частично расположена в исторической части Калуги. Проходит, как продолжение улицы Декабристов, от улицы Луначарского к реке Киёвке. Протяжённость улицы около 3 км.

## История
Градостроительным планом 1778 года предусматривалась как улица, ведущая от Николо-Слободской церкви (не сохранилась, взорвана в 1941 году, руины разобраны в 1945) через Жировский овраг к границе города. В последствии планы были изменены. По новому проложенный начальный участок улицы получил название по фамилии местных домовладельцев — Золотаревская улица, за Жировским оврагом улица стала Новорежской. В середине XIX века для переправы через овраг был возведён мост на «режах» (бревенчатых решётках-срубах) в качестве основания переправы, получившей название плотина
Современное название улицы дано после установления советской власти.
Деревянная частная застройка улицы постепенно сменилась многоэтажными домами, с декоративными элементами по проектам местных архитекторов
В октябре 2019 года депутат Калужской городской думы Яков Казацкий внёс предложение переименовать улицу Никитина, не меняя написание её названия. По его мнению, улице надо имя архитектора Никитина (1727—1784), много сделавшего для Калуги, тогда как русский поэт Иван Никитин (1824—1861) никогда не бывал в Калуге. Несколько попыток добиться переименования улицы предпринял местный краевед Юрий Юрьев. Решено было всё же улицу не переименовывать, а установить мемориальную доску с именем архитектора на здании больницы «Красный крест» (д. 3). Предлагаемый вариант переименования — «Улица Архитектора Никитина» — оставлен в резерве названий улиц для использования в новых районах застройки городского округа «Город Калуга».

## Достопримечательности

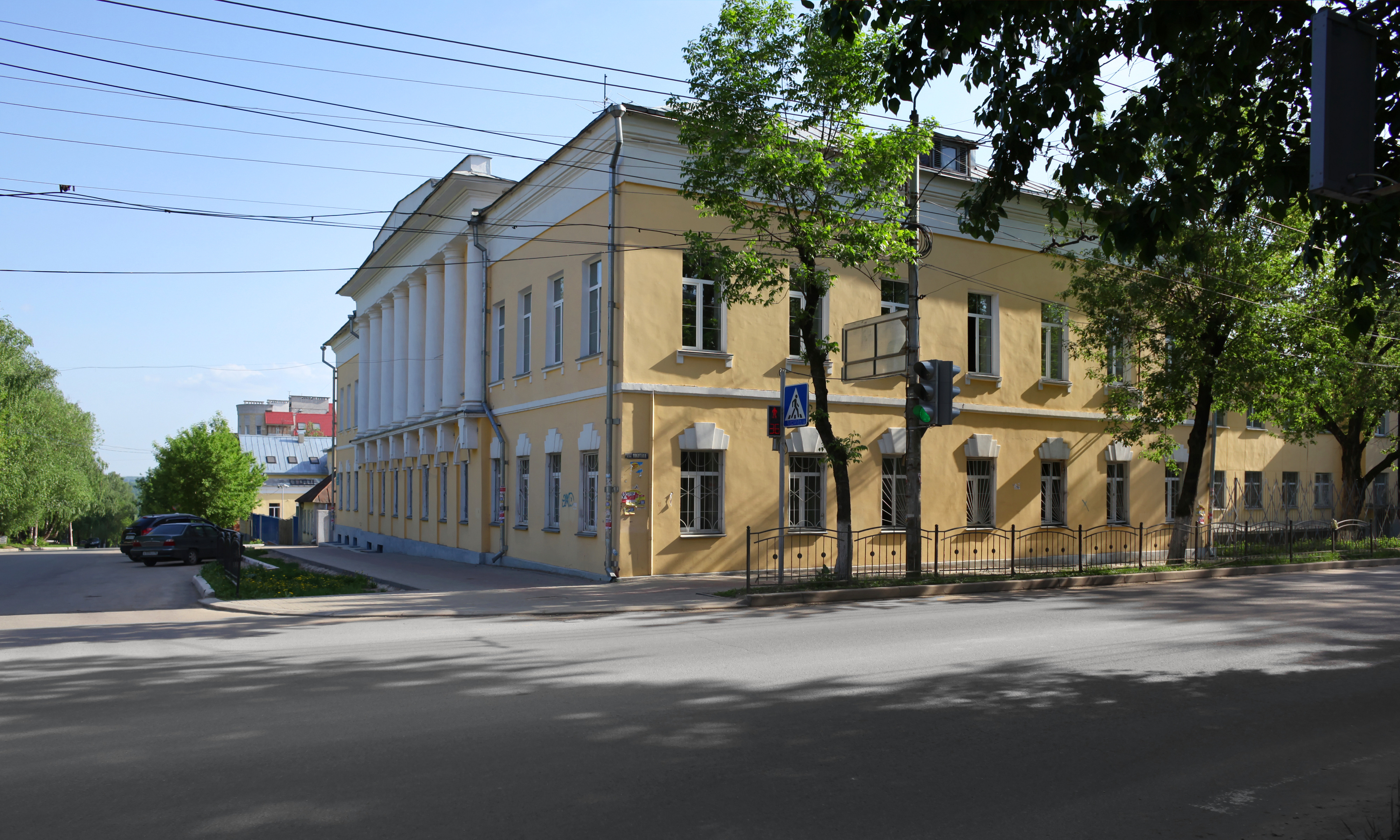
Дом Золотарёва

д. 2,4 — Дом Фалеевых с флигелем (общежитие епархиального женского училища)
д. 3 — Дом Фалеевых (Ансамбль Общины сестер милосердия общества Красного Креста)
д. 6 — Жилой дом (Здание епархиального женского училища)
д. 22 — Жилой дом
д. 26 — Жилой дом
д. 64 — Золотаревский корпус (дом Золотарёва-Хлюстина)
д. 66 — Ансамбль городской усадьбы Хлюстина (Хлюстинская богадельня)
д. 79 — Малаховская казарма